# Rem als Jocs Olímpics d'estiu de 1900 - Dos amb timoner
El dos amb timoner va ser una de les proves de rem dels Jocs Olímpics de París del 1900. Es va disputar entre el 25 i el 26 d'agost de 1900, amb la participació de 22 remers, repartits en set embarcacions en representació de 3 nacions.

## Medallistes
| Or | Plata                                                                                    | Bronze                                                                                   |
| Equip mixt · Minerva Amsterdam François Brandt · Roelof Klein · Hermanus Brockmann · timoner desconegut | França · Société Nautique de la Marne Lucien Martinet · René Waleff · timoner desconegut | França · Rowing Club Castillon Carlos Deltour · Antoine Védrenne · Raoul Paoli (timoner) |

## Resultats

### Semifinals
Les dues millors embarcacions de cada sèrie passaven a la final.
Semifinal 1
| Posició | Embarcació                   | Remers                                                    | Nació         | Temps    |
| ------- | ---------------------------- | --------------------------------------------------------- | ------------- | -------- |
| 1       | Société Nautique de la Marne | Lucien Martinet René Waleff timoner desconegut            | França        | 6' 47,4" |
| 2       | Minerva Amsterdam            | François Brandt Roelof Klein Hermanus Brockmann (timoner) | Països Baixos | 6' 56,0" |
| —       | Stade Français               | L. Roche G. Love timoner desconegut                       | França        | DNF      |

DNF: No finalitza la cursa
Semifinal 2
| Posició | Embarcació                  | Remers                                                  | Nació   | Temps    |
| ------- | --------------------------- | ------------------------------------------------------- | ------- | -------- |
| 1       | Rowing Club Castillon       | Carlos Deltour Antoine Védrenne Raoul Paoli (timoner)   | França  | 6' 33,4" |
| 2       | Cercle Nautique de Reims    | Pierre Ferlin Mathieu timoner desconegut                | França  | 7' 00,0" |
| 3       | Royal Club Nautique de Gand | Prospère Bruggeman Maurice Hemelsoet timoner desconegut | Bèlgica | 7' 00,4" |
| 4       | Club Nautique de Dieppe     | Delabarre Galee timoner desconegut                      | França  | 7' 04,0" |

### Final
L'equip holandès canviava el timoner de la final per reduir pes, reclutant per aquest motiu un jove parisenc. Els holandesos van guanyar una cursa molt renyida amb el segon classificat, l'equip francès enviat per la societat de Marne.
| Posició | Embarcació                   | Remers                                                | Nació      | Temps    |
| ------- | ---------------------------- | ----------------------------------------------------- | ---------- | -------- |
| Or      | Minerva Amsterdam            | François Brandt · Roelof Klein · timoner desconegut   | Equip mixt | 7' 34,2" |
| Plata   | Société Nautique de la Marne | Lucien Martinet René Waleff timoner desconegut        | França     | 7' 34,4" |
| Bronze  | Rowing Club Castillon        | Carlos Deltour Antoine Védrenne Raoul Paoli (timoner) | França     | 7' 57,2" |
| 4       | Cercle Nautique de Reims     | Pierre Ferlin Mathieu timoner desconegut              | França     | 8' 01,0" |